# Elena Sangro
Elena Sangro, nome d'arte di Maria Antonietta Bartoli-Avveduti, nota anche con gli pseudonimi di Anton Bià e Lilia Flores (Vasto, 5 settembre 1897 – Roma, 26 gennaio 1969), è stata un'attrice italiana.

## Biografia
Maria Antonietta Bartoli-Avveduti, nome di battesimo della futura attrice, nacque a Vasto il 5 settembre 1897, nel castello Aragona, da una famiglia della borghesia locale, figlia di Avveduto Bartoli-Avveduti, amministratore degli affari e dei beni del duca Quarto di Belgioioso e della moglie Ortensia d'Avalos, e di Ida Albini, gentildonna. Notata nel 1917, in giovane età, dal barone Kanzler, venne da lui segnalata al regista Enrico Guazzoni che la fece recitare come protagonista nel suo film Fabiola, uscito l'anno seguente.
Il poeta Gabriele D'Annunzio fu un suo ammiratore e le dedicò un carmen votivum dal titolo Alla piacente.
Il suo successo venne confermato nel 1924, quando recitò il personaggio di Poppea in Quo vadis?, per la regia di Gabriellino D'Annunzio e Georg Jacoby. Nel 1928 fu in Boccaccesca di Alfredo De Antoni, pellicola prodotta da Industrie Cinematografiche Società anonima e girata negli stabilimenti cinematografici siti nel quartiere Rifredi di Firenze, e nello stesso anno comparve nel suo ultimo film muto Villa Falconieri, di produzione italo-tedesca e diretto dall'austriaco Richard Oswald.
Nel 1945 fondò la casa di produzione Stella d'Oro Film e, sotto lo pseudonimo maschile di "Anton Bià", produsse molti documentari, tra cui Villa d'Este del 1947, che vide la prima apparizione dell'attrice Gina Lollobrigida.
Cambiò quindi lo pseudonimo nel femminile "Lilia Flores", ritirandosi dal cinema mentre si dedicò ad esibizioni in concerti. Ricoprì poi il ruolo di secondo regista nella lavorazione del film La sonnambula e dell'opera teatrale Aida, ambedue del 1952 e di Cesare Barlacchi.
Agli inizi degli anni sessanta fu presidente dell'Associazione dei Pionieri del Cinema e nel 1963 fece la sua ultima apparizione in un cameo nel film 8½ di Federico Fellini.

## Filmografia

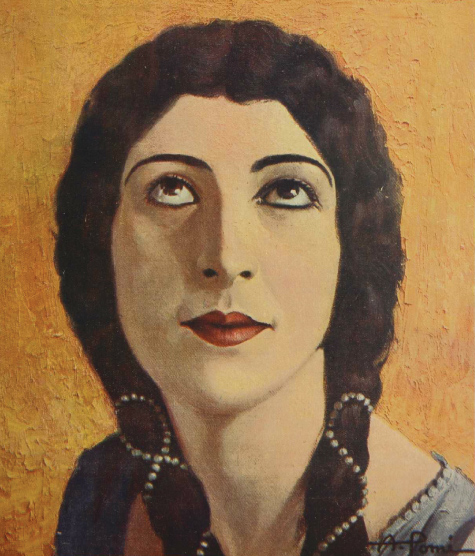
Ritratto di Armando Pomi dell'attrice così come apparve nel film Boccaccesca (1928)

- Fabiola, regia di Enrico Guazzoni (1918)
- La Gerusalemme liberata, regia di Enrico Guazzoni (1918)
- Via Crucis, regia di Romolo Bacchini (1919)
- Casa di bambola, regia di Febo Mari (1919)
- Venere propizia, regia di Romolo Bacchini (1919)
- Il fauno di marmo, regia di Mario Bonnard (1920)
- Il marito perduto, regia di Edoardo Bencivenga (1920)
- Il fantasma dei laghi, regia di Emilio Graziani-Walter (1921)
- Saracinesca, regia di Augusto Camerini e Gaston Ravel (1921)
- Miss Dollar, regia di Alfredo De Antoni (1922)
- Triboulet, regia di Febo Mari (1923)
- Quo vadis?, regia di Gabriellino D'Annunzio e Georg Jacoby (1924)
- Treno di piacere, regia di Luciano Doria (1924)
- La taverna verde, regia di Luciano Doria (1924)
- Maciste imperatore, regia di Guido Brignone (1924)
- Maciste all'inferno, regia di Guido Brignone (1926)
- Maciste nella gabbia dei leoni, regia di Guido Brignone (1926)
- Addio giovinezza!, regia di Augusto Genina (1927)
- Boccaccesca, regia di Alfredo De Antoni (1928)
- Villa Falconieri, regia di Richard Oswald (1928)
- Re burlone, regia di Enrico Guazzoni (1935)
- Le sorprese del vagone letto, regia di Gian Paolo Rosmino (1939)
- L'abito nero da sposa, regia di Luigi Zampa (1945)
- Enrico Caruso, leggenda di una voce, regia di Giacomo Gentilomo (1951)
- 8½, regia di Federico Fellini (1963) – cameo